# Michael Edwards (saut à ski)
Pour les articles homonymes, voir Michael Edwards, Eddie Edwards et Edwards.
Michael Edwards (né le 5 décembre 1963 à Cheltenham), plus connu sous le nom d'Eddie « l'aigle » (en anglais Eddie « The Eagle »), est un skieur anglais qui, aux Jeux olympiques d'hiver de 1988 à Calgary, devint le premier sauteur à ski représentant de la fédération olympique britannique. De son temps, Edwards fut le tenant du record britannique de saut à ski. Terminant double dernier aux épreuves des 70 et 90 mètres, il reste un symbole de l'échec héroïque au même titre que le nageur Éric Moussambani aux Jeux olympiques d'été de 2000 à Sydney.

## Biographie

### Débuts sportifs
Edwards naît à Cheltenham dans le Gloucestershire en Angleterre. Pratiquant le ski alpin, il manque de peu sa qualification pour la descente des Jeux olympiques d'hiver de 1984 de Sarajevo. Afin d'améliorer les chances de se qualifier pour les Jeux de Calgary en 1988, il se rend à Lake Placid aux États-Unis pour s'entraîner et participer à des courses de plus haut niveau, mais il est rapidement à court d'argent. Il change de discipline et commence le saut à ski pour des raisons de coûts et parce qu'aucun autre sauteur britannique n'est en concurrence avec lui pour une place aux Jeux olympiques.
Edwards apprend le saut à ski à Lake Placid avec Chuck Berghorn. Il est handicapé par son poids — environ 82 kg — et par son manque d'argent pour financer son entraînement. Il est atteint d'hypermétropie, ce qui représente un autre problème puisqu'il doit porter des lunettes en permanence. Pendant les sauts, il ne voit souvent plus rien à cause de la buée.
Edwards représente son pays pour la première fois aux championnats du monde de 1987. Il se place au 55e rang, ce qui lui permet, en tant que seul candidat britannique, de se qualifier pour les épreuves de saut à ski aux Jeux olympiques de 1988. Il établit un record du Royaume-Uni en sautant à 71,5 mètres à Calgary.

### Jeux olympiques de 1988

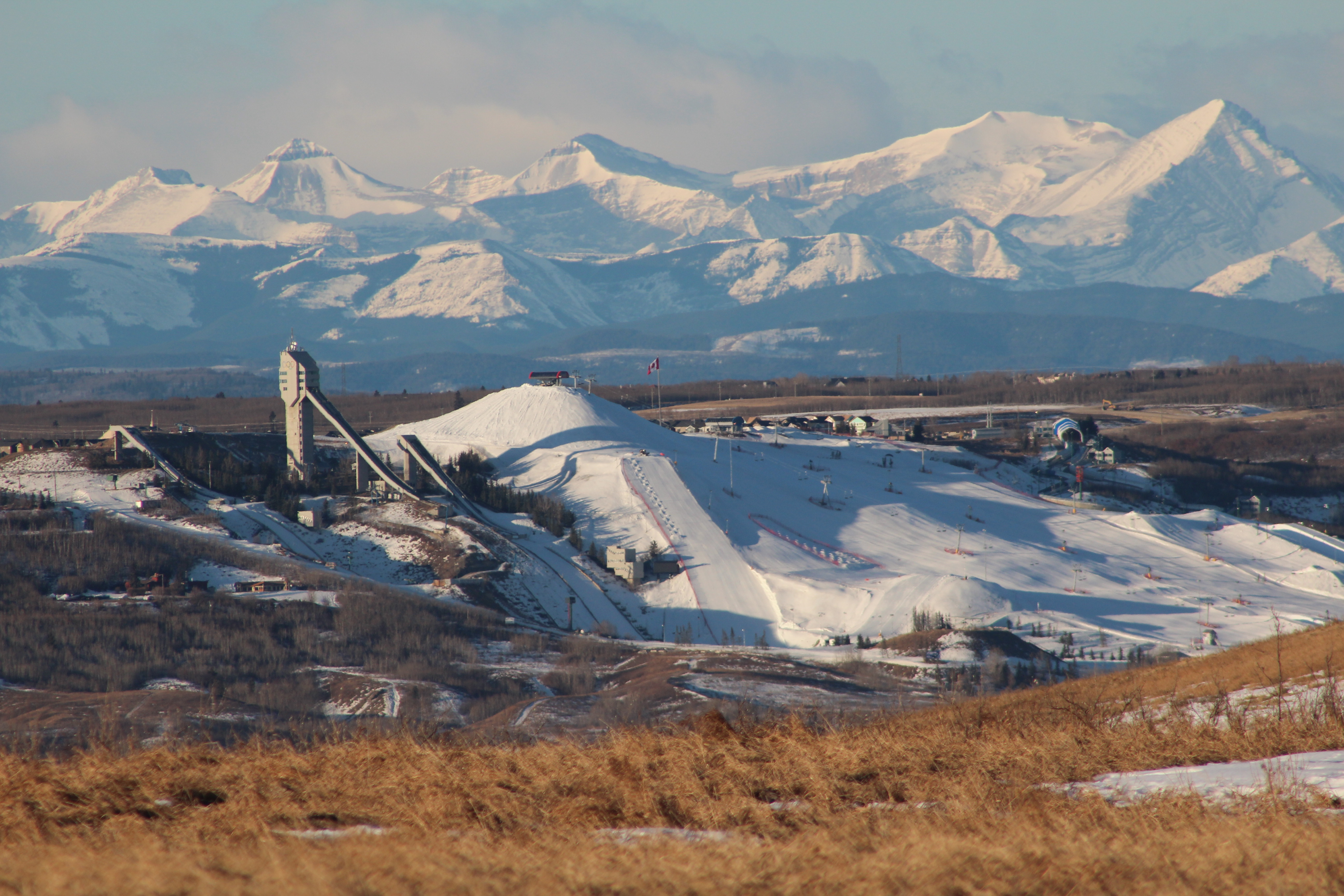
Rampes de lancement du parc olympique de 1988 (Calgary, Canada)

Edwards termine au dernier rang des deux épreuves de saut à ski (points K de 70 et 90 mètres). Dès le début, des mensonges sont écrits à son propos.

« Ils ont dit que j'avais peur de la hauteur. Mais je faisais soixante sauts par jour, ce que ferait difficilement une personne qui a peur de la hauteur.
... Mais avait-il peur de sauter ? 
Bien sûr. Il y avait toujours une chance que mon prochain saut soit le dernier. Une chance. »

— The Guardian, 3 septembre 2007.
Ses mauvais résultats attirent cependant l'attention des gens autour du monde. Plus il saute mal, plus il devient populaire. Il devient plus tard une célébrité dans les médias et apparaît dans des émissions de télévision, par exemple dans The Tonight Show pendant les Jeux. La presse le surnomme Mister Magoo.
À la cérémonie de clôture, le président du comité d'organisation, Frank King, félicite Edwards : « Lors de ces Jeux, des concurrents ont gagné l'or, certains ont battu des records, et certains d'entre vous ont même volé comme un aigle ».

### Après les Jeux de 1988
Après le phénomène d'Eddie l'aigle, en 1990, le Comité international olympique (CIO) établit ce qui restera connu comme la règle Eddie l'aigle pour limiter le nombre d'athlètes amateurs aux Jeux. Elle demande ainsi que les athlètes olympiques participent à des compétitions internationales et se placent dans les meilleurs 30 % ou dans les 50 meilleurs.
Edwards n'arrive pas à se qualifier pour les Jeux olympiques d'hiver de 1992 à Albertville (France) ni pour ceux de 1994 à Lillehammer (Norvège). Il obtient un contrat de sponsoring avec Eagle Airlines, une petite compagnie aérienne britannique, pour financer sa préparation pour les Jeux olympiques d'hiver de 1998 à Nagano (Japon) mais il ne parvient pas à se qualifier.
Le 13 février 2008, Edwards retourne à Calgary pour participer à la célébration des 20 ans des Jeux. Pendant cette visite, il mène des skieurs sur les pistes en tenant une torche olympique.
Edwards est choisi pour porter la torche olympique des Jeux olympiques d'hiver de 2010. Il participe au relais le 7 janvier 2010 à Winnipeg.

## Adaptations cinématographique et théâtrale
Eddie the Eagle, film de Dexter Fletcher sorti le 26 février 2016 retrace son épopée aux Jeux olympiques d'hiver de 1988.
En 2023, dans le festival off d'Avignon, Léonard Prain propose un spectacle autour de l'aventure de Michael Edwards, "Vole, Eddie, vole !", mise en scène de Sophie Accard, avec Benjamin Lhommas dans le rôle-titre.